# Worms-Weinsheim
Weinsheim est un quartier de la ville de Worms. Abritant 2 754 habitants, il est situé à quelque 4 km au sud-ouest du centre-ville. Autrefois village purement rural, c'est aujourd'hui une banlieue résidentielle proche de la ville.

## Géographie
Weinsheim se trouve sur la rive sud de l'Eisbach, sur un versant fertile avec du lœss interfluve. Depuis le début du XXe siècle, le village-rue s'est développé d'abord vers l'est et plus tard vers le nord, pour se rapprocher de Worms-Horchheim situé sur la rive nord de l'Eisbach. À l'est du centre du village se trouve un quartier nommé "Ostpreußensiedlung", établi après la Seconde Guerre mondiale pour des Heimatvertriebene.
Weinheim est limitrophe, à l'ouest, de Wiesoppenheim, au nord, de Horchheim et, au nord-est, des quartiers résidentiels Nikolaus-Ehlen-Siedlung et Karl-Marx-Siedlung. Au sud se trouvent les communes de Bobenheim-Roxheim et Kleinniedesheim, situées en Rhénanie-Palatinat.

## Histoire
Weinsheim est mentionné pour la première fois en 804 dans un document d'une donation à l'Abbaye de Fulda. À partir du XIVe siècle le village appartient, comme fief du diocèse de Worms, à la seigneurie Stauf (Herrschaft Stauf (de)), puis, à partir de 1388 au comté de Sponheim et en 1393 au comté de Sarrebruck. En 1427 le diocèse de Worms et le comté de Sarrebruck se partagent la propriété de Weinsheim et de 8 autres villages. En 1683 puis en 1706, le comté de Sarrebruck étant devenu part du Palatinat du Rhin, il cède ses droits au diocèse de Worms qui devient ainsi le seul propriétaire de Weinsheim.
En 1794 le village est occupé par les troupes françaises à la suite de la Guerre de la coalition. En 1815/16 Weinsheim est intégré au Grand-duché de Hesse.
Weinsheim n'a un maire que depuis 1715 ; entre 1792 et 1831, le village est sous l'administration du village voisin Wiesoppenheim. Le 1er avril 1942, Weinsheim devient un quartier de Worms, avec les villages de Herrnsheim, Horchheim et Leiselheim.

## Héraldique
Blasonnement : les armories de Weinsheim se dessinent sur un bouclier divisé en deux : en haut une clé dorée sur fond bleu et en dessous une grappe de raisin bleu avec des feuilles vertes sur fond or.
La clé dorée renvoie au blason du diocèse de Worms, propriétaire du village avant la Révolution française. La grappe de raisin forme des armes parlantes à partir du nom du village (en allemand : « Maison du vin ») et symbolise en même temps les vignes au sud du village et l'importance économique du vin pour le village.

## Curiosités
- Bonifatiuskirche de 1835/38
- Monument en mémoire du chevalier Lerch von Dirmstein (de), après 1531
- Weinsheimer Zollhaus, environ 1800; rénovation en 1920

À voir aussi: Liste des monuments à Weinsheim (de)

## Événements
La Foire de Weinsheim a lieu le deuxième week-end de septembre. Avant 1990, la foire (nommée Kerb) suivait la règle Michel legt die Kerb et était donc fêtée le dimanche après la Saint-Michel (29 septembre), étant le letzte Kerb im Eisbachtal (la dernière foire dans la vallée du Eisbach).

## Personnalités liées à la commune
- Alfons Rissberger (* 1948), entrepreneur, conseiller en entreprise et auteur. Participant à l'Initiative D21 (de).

## Bibliograpgue
- Karl Johann Brilmayer, Rheinhessen in Vergangenheit und Gegenwart, Giessen, 1905, pages 455-456
- Hermann Schmitt, Geschichte von Horchheim, Weinsheim und Wies-Oppenheim, Worms, 1910
- Edmund Heuser, Horchheim - Weinsheim, Worms-Horchheim, 1978
- Edmund Heuser, Heimatmuseum Worms-Weinsheim, Worms-Weinsheim, 1995
- Edmund Heuser, Worms-Weinsheim Chronik, Worms-Weinsheim, 2004
- Irene Spille, Stadt Worms, Kulturdenkmäler in Rheinland-Pfalz, vol. 10, Worms, 1992, pages 286-289
- Mathilde Grünewald, Ursula Koch, éditeur: Mathilde Grünewald, Alfried Wieczorek, Worms und seine Stadtteile, Zwischen Römerzeit und Karl dem Großen, vol 1, Lindenberg im Allgäu, 2009 , pages 366-369